# Чёрный карлик

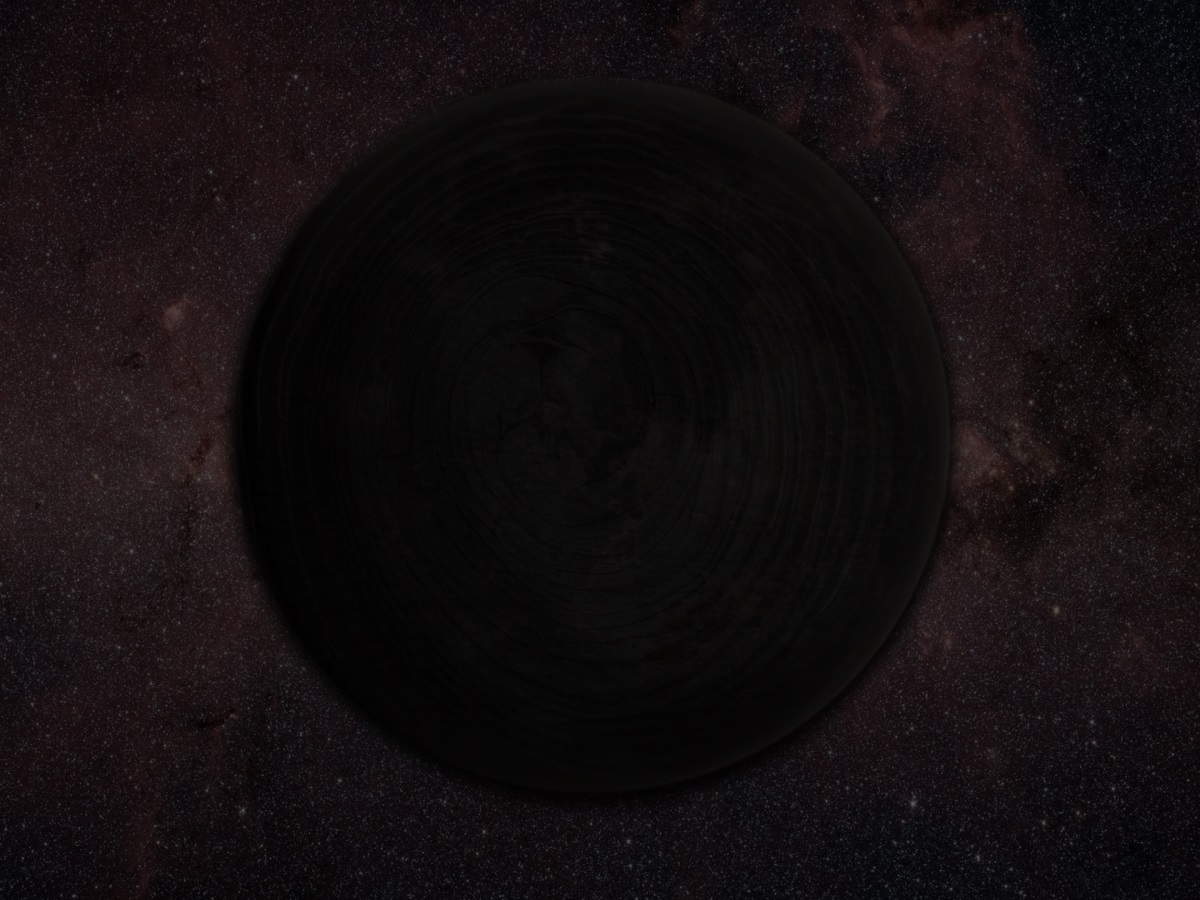
Чёрный карлик в представлении художника.

Чёрные ка́рлики — остывшие и вследствие этого не излучающие (или слабоизлучающие) в видимом диапазоне белые карлики. Представляют собой конечную стадию эволюции белых карликов в отсутствие аккреции.
Название «чёрный карлик» также применялось к гипотетическим остывшим на поздних стадиях коричневым карликам — субзвёздным объектам, которые не имеют достаточной массы (менее примерно 0,08 M☉) для поддержания реакций ядерного синтеза.
Не следует путать чёрные карлики с чёрными дырами или чёрными звёздами.
В настоящее время в астрономической литературе термин «чёрный карлик», как правило, не используется, поскольку они практически не встречаются ввиду долгого процесса остывания белых карликов. Известные объекты, которые можно было бы отнести к чёрным карликам, всё ещё достаточно горячи, поэтому такие объекты именуются белыми карликами (WD).
Массы чёрных карликов, подобно массам белых карликов, ограничиваются сверху пределом Чандрасекара, нижний предел массы определяется скоростью эволюции звёзд главной последовательности в белые карлики и скоростью последующего остывания. Чёрные карлики, как и массивные коричневые карлики, находятся в состоянии гидростатического равновесия, поддерживаемого давлением вырожденного электронного газа их недр.

## Дальнейшая эволюция
Современные модели (2006 г.) остывания белых карликов предсказывают, что белые карлики, образованные при эволюции первого поколения звёзд (возраст ≈13 миллиардов лет), должны в настоящее время иметь температуры фотосферы ≈3200 K и блеск в ≈16 абсолютных звёздных величин, то есть быть весьма тусклыми объектами. Они рассматриваются в качестве одних из кандидатов-компонентов скрытой массы, входящей в состав массивных компактных объектов галактических гало (MACHO). Одним из примеров таких «остывших» объектов является белый карлик WD 0346+246 с температурой поверхности 3900 K. По оценкам, их возраст от 11 до 12 миллиардов лет. По расчётам, для остывания белого карлика до температуры 5 K потребуется около 1015 (квадриллион) лет.
Если существуют слабо взаимодействующие массивные частицы тёмной материи (вимпы), возможно, на последних этапах остывания чёрных карликов (после 1015 лет) важную роль будет играть процесс гравитационного захвата и аннигиляции тёмной материи. В отсутствие дополнительного источника энергии чёрные карлики становились бы более холодными и тусклыми, пока их температура не сравнялась бы с фоновой температурой Вселенной. Однако благодаря энергии, которую они могут извлекать из аннигиляции тёмной материи, белые карлики смогут дополнительно излучать энергию на протяжении ещё очень долгого времени. Полная мощность излучения одного чёрного карлика, обусловленная процессом аннигиляции тёмной материи, составляет приблизительно 1015 Вт. И хотя эта незначительная мощность примерно в сто миллиардов (1011) раз слабее мощности излучения Солнца, именно этот механизм производства энергии будет главным в почти остывших чёрных карликах будущего. Такая выработка энергии будет продолжаться, пока галактическое гало остаётся целым — то есть в течение 1020…1025 лет. Затем аннигиляция тёмной материи постепенно прекратится и они остынут и кристаллизуются окончательно. Дальнейшее будущее и окончательное состояние чёрных карликов зависит от того, стабилен протон или нет.
Если протон распадается, то чёрные карлики испарятся через 1032—1049 лет.
Если протон не распадается, то их участь более интересна:
- За счёт квантовых эффектов предел Чандрасекара для чёрных карликов будет постепенно понижаться, и через невообразимо большое количество времени некоторые из них смогут вспыхнуть сверхновой. Такая яркая судьба ждёт около 1 % самых массивных чёрных карликов. Квантовые процессы идут чрезвычайно медленно, первые взрывы чёрных карликов начнут происходить через 101100 лет у карлика с массой около 1,35 солнечной, а последние закончатся через 1032000 лет для звёздных остатков с массой 1,16 солнечных[11].
- Остальные 99 % менее массивных чёрных карликов никогда не смогут взорваться, все их атомы постепенно превратятся в железо-56 в процессе, который может протекать благодаря эффекту квантового туннелирования смежных ядер. Для ядер кремния-28 для их превращения в элементы группы железа приблизительная оценка времени туннелирования — 101500 лет[11]. Такие чёрные карлики станут железными звёздами и останутся в таком состоянии чрезвычайно долго — от 101026 до 101076 лет, затем спонтанно сколлапсируют в чёрные дыры[12], которые относительно быстро (всего за 1067 лет) испарятся за счёт излучения Хокинга.